# 함양 최치원 신도비
함양 최치원 신도비(咸陽 崔致遠 神道碑)는 대한민국 경상남도 함양군 함양읍 운림리에 있는, 신라말의 학자인 최치원 선생을 기리는 신도비이다.
1983년 7월 20일 경상남도의 문화재자료 제75호 문창후최선생신도비로 지정되었다가, 2018년 12월 20일 현재의 명칭으로 변경되었다.

## 개요
신도비란 임금이나 고관 등의 평생업적을 기록하여 그의 묘 남동쪽에 세워두는 비로, 이 비는 통일신라말의 학자인 최치원 선생을 기리고 있다.
최치원(857∼？)은 신라 말에 새로 성장하는 6두품 출신의 지식인 가운데 가장 대표적인 인물로, 문장가로도 잘 알려져 있다. 12세의 어린나이로 당나라에 유학가서 7년만인 18세에 과거에 급제하였고, 그후 2년동안 중국의 낙양지역에 머물면서 시를 짓는데 몰두하기도 하였다. 그가 문장가로서의 이름을 높이게 된 계기는 879년 황소의 난이 일어났을 때로, 고변이 그를 치러갈 때 그의 종사관으로 따라가 「토황소격문」이라는 격문을 써서 황소의 마음을 움직이게 하였다 한다. 29세인 헌강왕 11년(885)에 신라로 돌아와 견당사에 임명되었다. 진성여왕 3년(894)에는 문란한 정치를 바로잡기 위해 시무책 10여조를 여왕에게 올려 아찬에 임명되기도 하였으나 그의 개혁안은 실현되지 못했다. 결국 신라왕실에 대한 실망과 좌절감을 느껴 관직을 버리고 전국을 돌며 풍월을 읊다가, 가야산 해인사에서 남은 생을 마치었다. 그 후 ‘문창후’라는 시호가 내려졌다.
비는 납작한 거북받침돌 위로 비몸을 세우고, 용무늬를 새긴 머릿돌을 올려놓은 모습이다. 비문에는 그가 천령군 태수로 있을 때 이 고장의 홍수를 막기 위하여 제방을 쌓고 숲을 만들었던 일과 민심을 위로하였던 공적 등이 적혀 있다. 1923년에 만든 것으로, 최씨 문중에서 그의 공적을 기리기 위하여 세워 놓았다 한다.

## 참고 문헌
- 함양 최치원 신도비 - 국가유산청 국가유산포털